# Хјуитаун (Алабама)
Хјуитаун (енгл. Hueytown) град је у америчкој савезној држави Алабама. По попису становништва из 2010. у њему је живело 16.105 становника.

## Демографија
Према попису становништва из 2010. у граду је живело 16.105 становника, што је 741 (4,8%) становника више него 2000. године.
| Група             | 2000.          | 2010.          |
| Белци             | 12.825 (83,5%) | 11.157 (69,3%) |
| Афроамериканци    | 2.380 (15,5%)  | 4.388 (27,2%)  |
| Азијати           | 20 (0,1%)      | 75 (0,5%)      |
| Хиспаноамериканци | 72 (0,5%)      | 321 (2,0%)     |
| Укупно            | 15.364         | 16.105         |